# Gerolamo Cardano
Gerolamo Cardano (francosko Jérôme Cardan, latinsko Hieronymus Cardanus), italijanski matematik, astronom, zdravnik, filozof, fizik, astrolog in kockar, * 24. september 1501, Pavia, Vojvodina Milano, danes Italija, † 21. september 1576, Rim.

## Življenje in delo
Cardano je bil nezakonski sin matematično nadarjenega odvetnika, prijatelja Leonarda da Vincija. V svoji avtobiografiji je trdil, da ga je mati hotela zapustiti. Kmalu po njegovem rojstvu se je morala mati zaradi kuge iz Milana umakniti v Pavio. Njeni drugi trije otroci so umrli zaradi te bolezni.
Leta 1520 je Cardano začel študirati medicino na Univerzi v Pavii in kasneje v Padovi. Zaradi svojega prenapetega in izzivalskega značaja si je pridobil le malo prijateljev. Prav tako je po končanem študiju težko dobil službo. Sčasoma si je le pridobil ugled kot zdravnik, njegove usluge pa so zelo cenili na dvorih. Prvi je opisal trebušni tifus.
Kasneje je učil po raznih italijanskih univerzah in bil nekaj časa tudi prvi astrolog v Vatikanu. Njegova narava je bila menda tako neznosna, da so se ga bali na vseh univerzah. Če ga ni bi podpiral papež Gregor XIII., bi mu njegovi škandali zagotovo zaprli pot do univerzitetnih predavalnic. Enega od njegovih sinov so leta 1560 obsodili na smrt, drugemu pa je sam porezal ušesa, ko ga je z nekim prestopkom razjezil. Cardanova hčerka je bila prostitutka in je umrla zaradi sifilisa.
Njegova glavna matematična dela so Practica arithmeticae generalis (1539);  Ars magna arithmeticae (1535) in Velika umetnost (Artis magnae sive de regulis algebrae liber unus) (1545), v katerem je objavil enačbe za reševanje korenov kubične enačbe, ki nosijo njegovo ime. Poleg Tartaglijeve oblike enačb:
{\displaystyle x^{3}+ax=b\!\,}
je rešil še enačbe oblike:
{\displaystyle x^{3}+b=ax,\;x^{3}+ax+b=0,\;x^{3}=ax+b\!\,,}
za cela a in b. Pokazal je tudi, da se lahko v splošni kubični enačbi s primerno zamenjavo znebimo kvadratnega člena. V tej knjigi je objavil tudi rešitev enačbe četrte stopnje, ki jo je odkril njegov učenec in prijatelj Lodovico Ferrari. Številni letnico 1545 omenjajo kot začetek obdobja sodobne matematike. Njegova dela so vplivala na nadaljnji razvoj algebre. Bil je med prvimi matematiki, ki so računali s kompleksnimi števili. Leta 1545 je zapisal:
{\displaystyle 40=(5+{\sqrt {-15}})(5-{\sqrt {-15}})\!\,.}
Zanimal se je tudi za kriptografijo in objavil delo s tega področja (De subtilitate).
Nenehno je bil brez denarja. Poleg tega je zelo rad kockal in šahiral. Njegova knjiga o igrah na srečo, z naslovom Liber de ludo aleae, napisana leta 1560, izdana pa šele po njegovi smrti leta 1663, vsebuje prvo sistematično raziskavo verjetnosti, kakor tudi del o učinkovitih postopkih goljufanja.
Izumil je več mehanskih naprav. Med njimi so najbolj znane: številska ključavnica, kardanska obesa in kardanska gred (kardanski zglob). Objavil je dve enciklopediji naravoslovja. Leta 1550 je izdelal kardansko rešetko, poseben kriptografski pripomoček.
Leta 1570 so ga obsodili za herezijo, ker je leta 1554 izračunal in objavil horoskop Jezusa Kristusa. Zdi se, da je k obsodbi pripomogel (tj. da ga je ovadil) njegov sin. Prijeli so ga in zaprli, tako da je več mesecev preživel v zaporu. Odreči se je moral svojemu profesorskemu mestu. Preselil se je v Rim, kjer mu je Gregor XIII. podaril življenjsko rento. Pred tem mu jo je papež Pij V. zavrnil. V Rimu je napisal svojo avtobiografijo in umrl na dan, ki naj bi ga menda astrološko napovedal že prej.